# Рассвет (Брянская область)
Рассвет — деревня в Карачевском районе Брянской области в составе Песоченского сельского поселения.

## География
Находится в восточной части Брянской области на расстоянии приблизительно 4 км по прямой на север от районного центра города Карачев.

## История
Упоминается с XVIII века как владение Карачевского Введенского девичьего монастыря. Современное название с середины XX века. В 1866 году здесь (сельцо Погибелка Карачевского уезда Орловской губернии) было учтено 15 дворов.

## Население
Численность населения: 107 человек (1866 год), 280 (1926), 86 человек в 2002 году (русские 98 %), 43 в 2010.